# Trofeo Perpetuo Sergio Michel

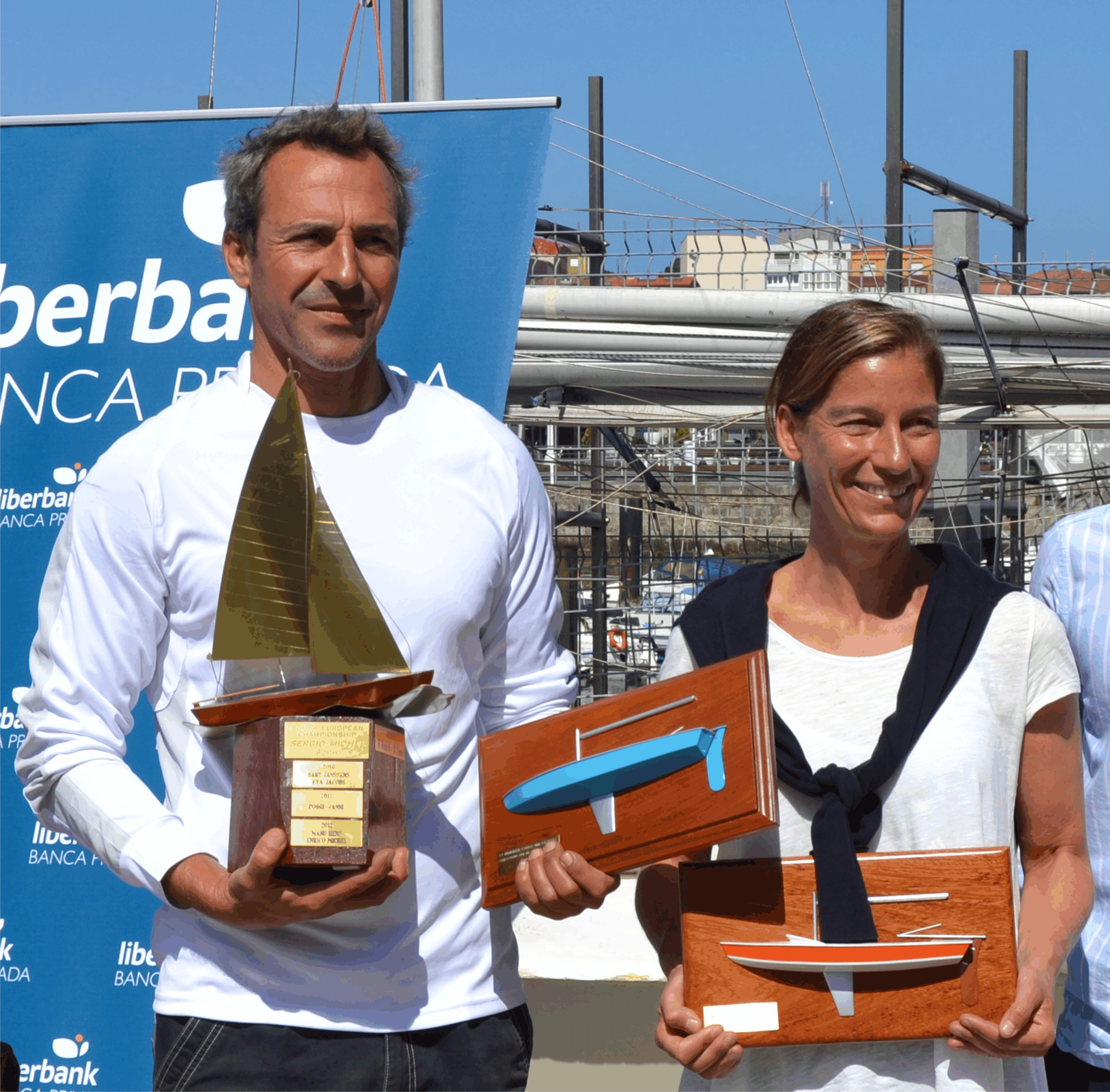
Los campeones de 2014, Pedro y Sofía Barreto, con el Trofeo Perpetuo Sergio Michel.

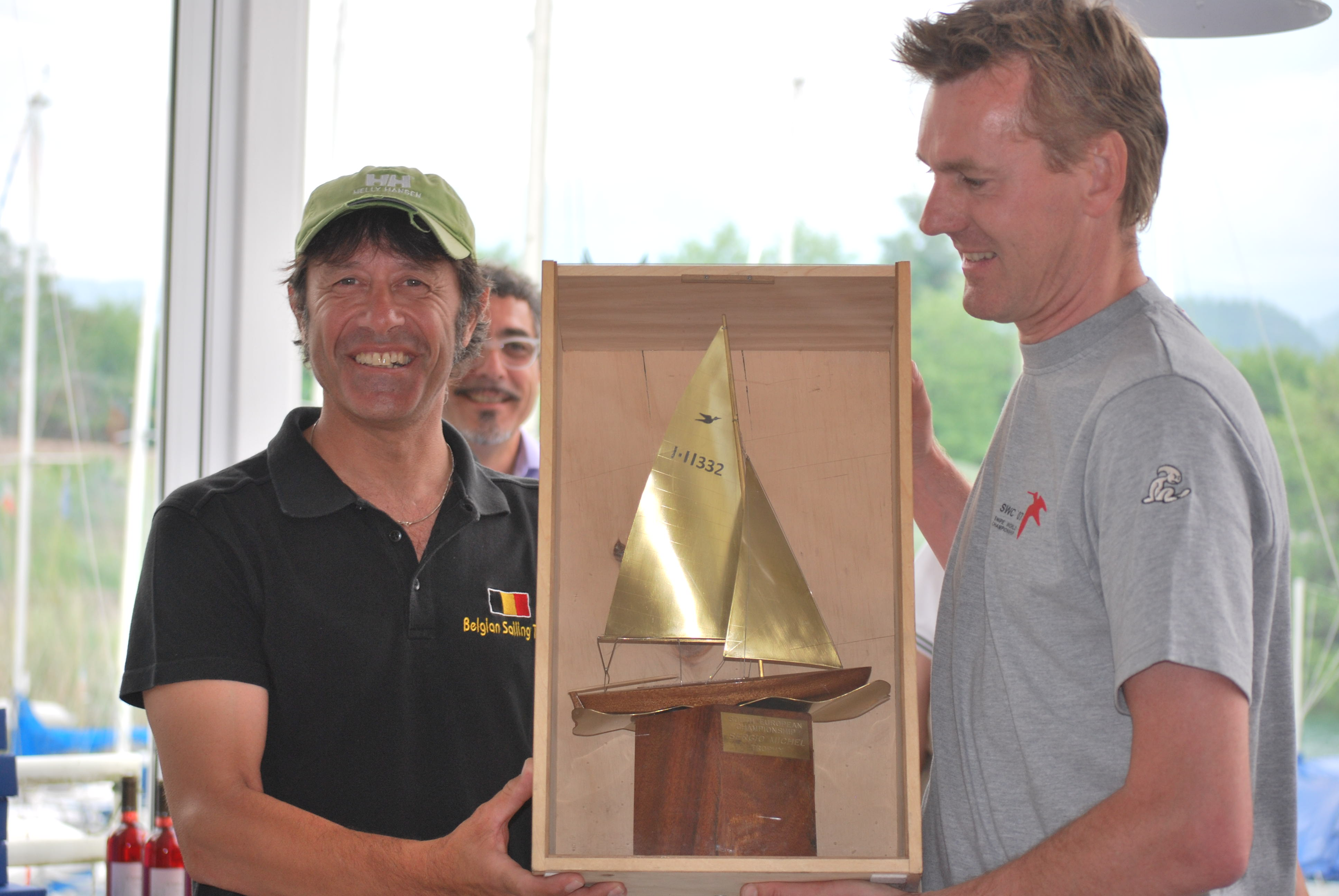
Los campeones de 2012, Manu Hens y Enrico Michel, con el Trofeo Perpetuo Sergio Michel.

Trofeo Perpetuo Sergio Michel (Sergio Michel Perpetual Trophy en idioma inglés) es el nombre del trofeo que se concede a la tripulación ganadora del Campeonato del Sur de Europa de la clase internacional Snipe de vela desde 2009. La competición es abierta ("open") a tripulaciones de cualquier nacionalidad, aunque no sean de países de esta zona de la SCIRA.
El Campeonato del Sur de Europa es una de las competiciones internacionales sancionadas por la SCIRA para el continente europeo que sigue en importancia al Campeonato de Europa. Esta subdivisión hasta 2025 incluía toda Europa menos Europa Oriental y los Países nórdicos, que disputaban el campeonato de Europa oriental y el campeonato nórdico respectivamente. Desde 2025, el Sur de Europa incluye solamente Austria, Croacia, España, Italia, Portugal y Suiza.  
El Campeonato del Sur de Europa se celebró por primera vez del 24 al 26 de mayo de 1969 en el Club de Voile Lacanau-Guyenne de Lacanau (Francia). Las siguientes ediciones se disputaron en el Real Club Marítimo de Barcelona (1970), Royal North Sea Yacht Club de Ostende (1971), y Club de Vela de Blanes (1972). Mantuvo siempre su carácter anual, siendo Francia, España y los Países Bajos los países que mayor número de ediciones organizaron, hasta que a finales del siglo XX y primeros años 2000 pasó a organizarlo casi de manera permanente el Yacht Club Sanremo. Pero no hubo, hasta la instauración de este premio en 2009, un trofeo específico que se otorgase al ganador del título más allá del que entregase el club organizador de cada edición.
El Trofeo Perpetuo Sergio Michel es una donación de la familia de Sergio Michel y propiedad de la SCIRA. Los ganadores se responsabilizan de la custodia y conservación del trofeo, así como de grabarlo y enviarlo debidamente embalado al lugar designado para el siguiente campeonato.
Sergio Michel fue un regatista de la clase Snipe hasta su fallecimiento, en 2008, a los 72 años de edad. Ganó seis veces el campeonato nacional de Italia como tripulante de Sergio Morin (1963, 1968, 1972, 1975, 1977 y 1980) y en 2004 fue medalla de bronce en el campeonato del mundo máster como patrón, navegando con su hijo Enrico como tripulante. 
El trofeo representa el primer Snipe propiedad de Segio Michel, el "Hazel", número de vela 11332, y ha sido realizado por un artista de Trieste.

## Palmarés
| Año     | Sede                                                                           | Patrón                               | Tripulante          | Flota                                |
| 2009    | Associazione Velica Trentina                                                   | Fabio Rochelli                       | Daniela Semec       | Società Velica di Barcola e Grignano |
| 2010    | Jedriličarski Klub Pesja                                                       | Bart Janssens                        | Eva Jacobs          | Royal Yacht Club van België          |
| 2011    | Associazione Sportiva dilettantistica Nautica Sabazia Yacht Club Bracciano Est | Giampiero Poggi                      | Eugenia Vanni       | Associazione Velica di Bracciano     |
| 2012    | Associazione Velica Trentina                                                   | Manu Hens                            | Enrico Michel       | Royal Yacht Club van België          |
| 2013    | Yacht Club Sanremo                                                             | Enrico Solerio                       | Sergio Simonetti    | Yacht Club Sanremo                   |
| 2014    | Real Club Astur de Regatas                                                     | Pedro Barreto                        | Sofia Barreto       | Clube Naval de Cascais               |
| 2015    | Jahtni Klub Portorož                                                           | Pietro Fantoni                       | Marinella Gorgatto  | Circolo della Vela Muggia            |
| 2016^   | Yacht Club Lignano                                                             |                                      |                     |                                      |
| 2017    | Segelclub Mattsee                                                              | Pietro Fantoni                       | Marinella Gorgatto  | Yacht Club Adriaco                   |
| 2018^   | Società Triestina della Vela                                                   |                                      |                     |                                      |
| 2019^^  | Clube Naval de Cascais                                                         | Ricardo Fabini                       | Florencia Parnizari | Yacht Club Uruguayo                  |
| 2021^^^ | Real Club Náutico de Vigo                                                      | Martín Bermúdez de la Puente Gallego | Ángela Pumariega    | Real Club Náutico de Madrid          |
| 2022    | Società Vela Oscar Cosulich                                                    | Manu Hens                            | Enrico Michel       | Royal Yacht Club van België          |
| 2023    | Clube Naval de Cascais                                                         | Manu Hens                            | Alexandre Tinoco    | Royal Yacht Club van België          |
| 2024    | Circolo Velico La Scuffia                                                      | Bruni Dario                          | Scarselli Francesco | Circolo Vela Cremona                 |

^En las ediciones de 2016 y 2018 no se adjudicó debido a que, por ausencia de viento en 2016 y por vientos demasiado fuertes en 2018, solo se pudo disputar una regata y el reglamento del trofeo exige la terminación de al menos tres pruebas.
^^En la edición de 2019 el ganador no pertenecía al Sur de Europa, siendo la primera tripulación clasificada de esta zona geográfica la formada por António Pereira y Ricardo Schedel, del Clube de Vela do Barreiro (Portugal).
^^^En 2020 se canceló debido a la pandemia de COVID-19.